# Eilene Galloway
Eilene Marie Galloway (* 4. Mai 1906 als Eilene Marie Slack in Kansas City, Missouri; † 2. Mai 2009 in Washington, D.C.) war eine US-amerikanische Politikwissenschaftlerin und Autorin. Sie war Gründungsmitglied der NASA und hat an der Erstellung des Weltraumgesetzes mitgewirkt. Sie arbeitete mit dem Ausschuss der Vereinten Nationen für die friedliche Nutzung des Weltraums zusammen und half 1960 beim Aufbau des International Institute of Space Law.

## Leben und Werk
Eilene Marie Slack war das einzige Kind von Joseph Locke Slack und Lottie Rose (Harris) Slack. Ihr Vater trat 1915 den Marines bei und ihre Mutter zog sie allein auf. 1923 absolvierte sie die Westport High School in Kansas City und studierte anschließend von 1923 bis 1925 mit einem Vollstipendium an der Washington University. 1928 erhielt sie ihren Bachelor of Arts in Politikwissenschaft am Swarthmore College. Sie unterrichtete dann zwei Jahre lang an der politikwissenschaftlichen Fakultät am Swarthmore College.
Am 24. Dezember 1924 heiratete sie George Barnes Galloway, mit dem sie zwei Söhne bekam. 1931 zog sie mit ihrem Ehemann in den District of Columbia. Während der Weltwirtschaftskrise arbeitete sie für die Federal Emergency Relief Administration. Von 1934 bis 1935 leitete sie landesweit Programme zur Erwachsenenbildung, insbesondere für den District of Columbia. Sie wurde ehrenamtliches Vorstandsmitglied der Family Service Association, wo sie einen Leitfaden für die Erwachsenenbildung, das Notfallausbildungsprogramm und das Studentenhilfeprogramm der Federal Emergency Relief Administration verfasste. 1941 arbeitete sie für den Congressional Research Service der Library of Congress, wo sie recherchierte und zu vielen Themen für den Senat und das Repräsentantenhaus der Vereinigten Staaten schrieb, wie 1957 den Artikel Guided Missiles in Foreign Countries. Der Senat der Vereinigten Staaten bat sie, einen Bericht über den Start von Sputnik 1 und die Auswirkungen auf die Vereinigten Staaten von Amerika zu schreiben.
1958 wurde sie von dem damaligen US-Senator Lyndon B. Johnson gebeten, bei den Anhörungen des Kongresses zu helfen, die zur Gründung der NASA und Amerikas Eintritt in das Weltraumrennen führten. Sie war an der Formulierung der Gesetzgebung für den National Aeronautics and Space Act beteiligt, der wiederum am 1. Oktober 1958 zur Geburtsstunde der NASA führte. Bei ihren Ausführungen legte sie den Schwerpunkt auf internationale Zusammenarbeit und friedliche Erforschung.
In den 1960er Jahren vertrat sie die Vereinigten Staaten von Amerika bei der Ausarbeitung von Verträgen über die Erforschung und Nutzung des Weltraums und trug damit zum internationalen Weltraumrecht bei. Sie schlug vor, dass die NASA eher eine Verwaltung als eine Agentur sein sollte, die es der neuen National Aeronautics and Space Administration ermöglichte, die verschiedenen Aktivitäten, die mit der Entwicklung und Nutzung des Weltraums verbunden sind, über Bundesbehörden hinweg zu planen und zu koordinieren. Sie war auch in neun beratenden Ausschüssen der NASA tätig.
Bis zu ihrem Tod studierte und schrieb sie über Weltraumrecht und Weltraumpolitik und verfasste zahlreiche Aufsätze, Reden und Meinungsartikel. Sie lehnte die Bewaffnung des Weltraums ab und argumentierte, dass der Weltraumvertrag von 1967 es der Weltgemeinschaft ermöglicht habe, den Frieden im Weltraum zu wahren und er aufrechterhalten werden sollte.
Sie war Gründungsmitglied, Ehrendirektorin und von 1967 bis 1979 Vizepräsidentin des International Institute of Space Law (IISL), das von der International Astronautical Federation gegründet wurde. Als Anerkennung vergibt die IISL Manfred Lachs Space Law Moot Court Competition jährlich den  Eilene M. Galloway Award und veranstaltet jährlich das Eilene M. Galloway Symposium on Critical Issues in Space Law.
Galloway starb im Alter von 102 Jahren.

## Mitgliedschaften
- Phi Beta Kappa
- Kappa Alpha Theta
- American Astronautical Society (AAS)
- International Academy of Astronautics (IAA)
- American Institute of Aeronautics and Astronautics (AIAA)

## Auszeichnungen
- 1966: Fellow der American Astronautical Society
- 1966: Ehrendirektorin des International Institute of Space Law
- 1966: emeritierte Treuhänderin der International Academy of Astronautics
- 1968: Andrew Haley Gold Medal
- 1984: Public Service Award und Goldmedaille, NASA
- 1987: Lifetime Achievement Award, Women in Aerospace
- Katharine Wright Memorial Trophy, National Aeronautic Association
- 1990: Ehrendoktorwürde des Lake Forest College
- 1990: Lifetime Achievement Award, IISL[6]
- 1992: Ehrendoktorwürde des Swarthmore College
- 1999: Flaggen und Besatzungsembleme der Internationalen Raumstation ISS[7]
- 2006: als erste Frau zum Ehrenmitglied des American Institute of Aeronautics gewählt
- Theodore-von-Karman-Preis, International Academy of Astronautics und Universitätsinstituts für Luft- und Raumfahrtrecht zu Köln sowie Deutsches Zentrum für Luft- und Raumfahrt
- John F. Kennedy Astronautics Award für herausragende Beiträge zu 40 Jahren Weltraumdienst für die UNCOPUOS und die Entwicklung des Weltraumrechts, American Astronautical Society

## Veröffentlichungen (Auswahl)
- Foundations of Space Law. Krieger Pub Co, 1989, ISBN 978-0-89464-005-6.